# 格拉斯萊克 (密歇根州)
格拉斯萊克（英語：Grass Lake）是位於美國密歇根州傑克遜縣格拉斯萊克特設鎮區的一個村。

## 人口
根據2020年美國人口普查的數據，格拉斯萊克的面積為2.44平方千米，當中陸地面積為2.44平方千米，而水域面積為0.00平方千米。當地共有人口1105人，而人口密度為每平方千米452人。